# Ясновидци
„Ясновидци” е българската версия на американското шоу Psychic Challenge, предавано по bTV. Водещ на българската версия е Николай Георгиев, който преди това е водещ на играта „Руска рулетка“ по БНТ.

## Сезони
| Сезон | Сезон | ТВ канал | Година | Старт        | Финал       | Победител         |
| ----- | ----- | -------- | ------ | ------------ | ----------- | ----------------- |
|       | 1     | bTV      | 2008   | 25 март 2008 | 27 май 2008 | Ивелина Христова  |
|       | 2     | bTV      | 2009   | 26 март 2009 | 13 юни 2009 | Марияна Николаева |

## Формат
Участниците в играта трябва да минат през всякакви изпитания, чрез които тестват уменията си. Коректността на участниците се наблюдава от трима скептици, които следят и анализират как се справят с предизвикателствата, пред които са изправени. След изпитанията с гласуване помежду си определят кой от участниците трябва да се оттегли от шоуто.

## Първи сезон

### Участници
- Валентин Ставрев (23)
- Вера Стоименова (19)
- Виктория Аронова (63)
- Георги Асенов (76)
- Дарина Русинова–Джебарова (45)
- Емил Илиев (51)
- Ивелина Христова (33) (победител)
- Николета Йорданова (33)
- Павел Александров (22)
- Петко Сурчев (43)

## Втори сезон

### Участници
- Василка Анакиева (50)
- Даниел Колев (17)
- Иванка Мицова (58)
- Марияна Николаева (33) (победител)
- Михаил Наков (34)
- Роберто Методиев (18)
- Сергей Калмов (51)
- Христо Христов (28)